# Festival cinematografico internazionale di Mosca 1971
La 7ª edizione del Festival cinematografico internazionale di Mosca si è svolta a Mosca dal 20 luglio al 3 agosto 1971.
Il Grand Prix fu assegnato al film sovietico Belaja ptica s čërnoj otmetinoj diretto da Jurij Illjenko, al film italiano Confessione di un commissario di polizia al procuratore della repubblica diretto da Damiano Damiani e al film giapponese Vivi oggi, muori domani diretto da Kaneto Shindō.

## Giuria
- Grigorij Kozincev ( Unione Sovietica - Presidente della Giuria)
- Čyngyz Ajtmatov ( Unione Sovietica)
- Paulin Soumanou Vieyra ( Senegal)
- Sergej Gerasimov ( Unione Sovietica)
- Erwin Geschonneck ( Germania Est)
- Karel Zeman ( Cecoslovacchia)
- Giuliano Montaldo ( Italia)
- James Aldridge ( Regno Unito)
- Galsaniin Rinchensambu ( Mongolia)
- Armando Robles Godoy ( Perù)
- Beata Tyszkiewicz ( Polonia)
- Youssef Chahine ( Egitto)

## Film in competizione
| Film                                                                     | Regista                         | Nazione                                  |
| ------------------------------------------------------------------------ | ------------------------------- | ---------------------------------------- |
| Akseli and Elina                                                         | Edvin Laine                     | Finlandia                                |
| Belaja ptica s čërnoj otmetinoj                                          | Jurij Illjenko                  | URSS                                     |
| Il bosco di betulle (Brzezina)                                           | Andrzej Wajda                   | Polonia                                  |
| Em Família                                                               | Paulo Porto                     | Brasile                                  |
| The Sandpit Generals                                                     | Hall Bartlett                   | USA                                      |
| Goya - oder Der arge Weg der Erkenntnis                                  | Konrad Wolf                     | Germania Est, URSS, Bulgaria, Yugoslavia |
| Güemes: la tierra en armas                                               | Leopoldo Torre Nilsson          | Argentina                                |
| Girl Nyun                                                                | Nguyen Duk Hinh e Ding Nhat Min | Vietnam del Nord                         |
| Los días del agua                                                        | Manuel Octavio Gómez            | Cuba                                     |
| Khurgen khuu                                                             | Dejidiin Gigjid                 | Mongolia                                 |
| Españolas en París                                                       | Roberto Bodegas                 | Spagna                                   |
| Klíč                                                                     | Vladimír Čech                   | Cecoslovacchia                           |
| Cromwell                                                                 | Ken Hughes                      | Regno Unito                              |
| Mathias Kneissl                                                          | Reinhard Hauff                  | Germania Ovest                           |
| L'ultima crociata (Mihai Viteazul)                                       | Sergiu Nicolaescu               | Romania, Francia, Italia                 |
| Mon oncle Antoine                                                        | Claude Jutra                    | Canada                                   |
| Knife                                                                    | Khaled Hammada                  | Siria                                    |
| La battaglia di Thala (L'oppio e il bastone) (L'opium et le bâton)       | Ahmed Rachedi                   | Algeria                                  |
| Gnevno patuvane                                                          | Nikola Korabov                  | Bulgaria                                 |
| Confessione di un commissario di polizia al procuratore della repubblica | Damiano Damiani                 | Italia                                   |
| Sagina Mahato                                                            | Tapan Sinha                     | India                                    |
| Salyut, Maria!                                                           | Iosif Kheifits                  | URSS                                     |
| Vivi oggi, muori domani (Hadaka No Jykyusai)                             | Kaneto Shindō                   | Giappone                                 |
| La famiglia Tot (Isten hozta, őrnagy úr!)                                | Zoltán Fábri                    | Ungheria                                 |
| Inchiesta su un delitto della polizia (Les assassins de l'ordre)         | Marcel Carné                    | Francia, Italia                          |
| Fellagas                                                                 | Omar Khlifi                     | Tunisia, Bulgaria                        |
| Crno seme                                                                | Kiril Cenevski                  | Yugoslavia                               |
| Aghaye hallou                                                            | Dariush Mehrjui                 | Iran                                     |
| Emitaï                                                                   | Ousmane Sembène                 | Senegal                                  |

## Premi
- Premio d'Oro:
  - Confessione di un commissario di polizia al procuratore della repubblica, regia di Damiano Damiani
  - Vivi oggi, muori domani, regia di Kaneto Shindō
  - Belaja ptica s čërnoj otmetinoj, regia di Jurij Illjenko
- Premio d'Oro al regista: Andrzej Wajda per Il bosco di betulle
- Premi d'Argento:
  - Emitaï, regia di Ousmane Sembène
  - Klíč, regia di Vladimír Čech
  - Em Família, regia di Paulo Porto
- Premi Speciali:
  - Goya - oder Der arge Weg der Erkenntnis, regia di Konrad Wolf
  - Los días del agua, regia di Manuel Octavio Gómez
- Premi:
  - Miglior Attore: Daniel Olbrychski per Il bosco di betulle
  - Miglior Attore: Richard Harris per Cromwell
  - Miglior Attrice: Ada Rogovtseva per Salyut, Maria!
  - Miglior Attrice: Idalia Anreus per Los días del agua
- Diplomi:
  - Tutto il cast di Khurgen khuu
  - Attrice giovane : Kin Zung per Girl Nyun
- Premio FIPRESCI: Los días del agua, regia di Manuel Octavio Gómez
- Menzione speciale: Il piccolo grande uomo , regia di Arthur Penn (film fuori concorso)